# Dossiê
Dossier, dossiê ou arquivador é uma coleção de documentos ou um pequeno arquivo que contém papéis relativos a determinado assunto, processo, empresa ou pessoa. 
Um dossiê geralmente contém a história de uma pessoa ou informações detalhadas para análise sobre um interesse em especial. 
Antes de iniciar um dossiê, o analista escolhe um caminho claro que deve seguir (por exemplo, detalhes de assassinato, técnica de lavagem de dinheiro).
No final do documento e com base na informação coletadas, o analista tira conclusões, que indicam se o objeto de análise de determinado tema foi ou não alcançado. 
Um dos casos mais destacados em relação a dossiê é o Escândalo do Dossiê ou Dossiêgate. Outro dossiê famoso na política brasileira foi o Dossiê Cayman.

## Tipos de Dossier
- Dossier Político,

- Dossier Administrativo,

- Dossier Biográfico,

- Dossier Técnico,

- Dossier Temático.

- Dossier Criminal.